# São Paulo (galeão)
São Paulo foi um galeão português que naufragou no retorno de sua viagem ao Oriente.

## Construção
Filipe II de Espanha mandou construir 21 galeões para substituir os navios perdidos da Invencível Armada que naufragaram na tentativa de invasão da Inglaterra em 1588. Seis desta embarcações, o São Filipe de 620 toneladas e os galeões São Bartolomeu, São Pantaleão, São Pedro, o São Paulo e outro de nome desconhecido todos com 550 toneladas forma construídos no ano de 1589 em Portugal. 
O galeão foi construído em Seixal, pelo mestre da ribeira Sebastião Timudo. O Ecomuseu Municipal do Seixal - Núcleo Naval possui um modelo do navio.

## Viagem
O São Paulo partiu para o Extremo Oriente na armada que largou a 30 de março de 1594, em sua primeira e única viagem, estava no comando de Sebastião Gonçalves de Arvelos. Naufragou em 15 de Abril de 1595, na viagem de retorno a Portugal, em local não conhecido, provavelmente por excesso de carga.